# St-Germain (Manneville-la-Raoult)

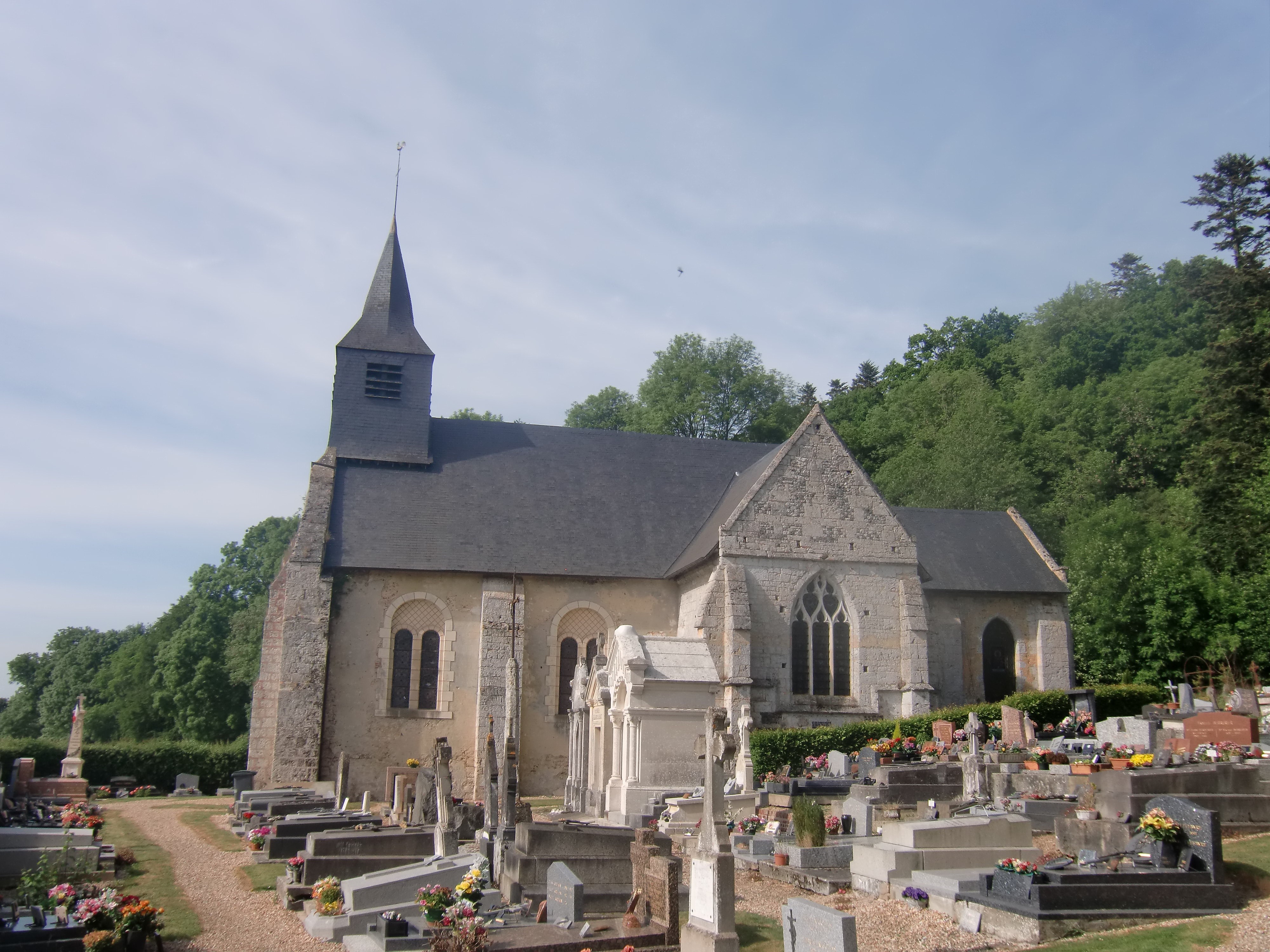
Kirche St-Germain in Manneville-la-Raoult, Südseite

Die römisch-katholische Kirche St-Germain in Manneville-la-Raoult, einer französischen Stadt im Département Eure in der Region Normandie, wurde ab dem 11. Jahrhundert errichtet. Die romanische Pfarrkirche ist seit 1977 ein geschütztes Baudenkmal (Monument historique).

## Beschreibung
Die Westfassade besteht aus Tuffstein und rosa Mörtel. Vier kräftige Strebepfeiler gliedern diese Fassade. Das Portal besitzt unprofilierte Rundbögen und auf dem abgeflachten Giebel sitzt ein schiefergedeckter Glockenturm. Das dreijochige Mittelschiff war ursprünglich von einem südlichen Seitenschiff flankiert. Der Chor aus dem zweiten Viertel des 12. Jahrhunderts wird von einem Kreuzrippengewölbe gedeckt. Die Rippen aus einem kräftigen Wulst überschneiden sich ohne Schlusssteine. Sie stützen sich auf kräftige Konsolen oder auf Ecksäulen mit schlichten Kapitellen. Den Übergang zwischen Chor und Mittelschiff bildet ein gestelzter Rundbogen mit doppelter unprofilierter Archivolte. An der Südseite wurde im 15. Jahrhundert eine gotische Kapelle angebaut, die eine Art südliches Querhaus bildet.